# Forêt ancienne de la Rivière-Chézine
La forêt ancienne de la Rivière-Chézine est un écosystème forestier exceptionnel située à Saint-Gabriel-de-Valcartier au Québec (Canada). Elle protège une bétulaie jaune à sapin qui serait âgé de plus de 160 ans. Elle est localisée dans la zec Batiscan-Neilson.

## Toponymie
La forêt ancienne de la Rivière-Chézine tire son nom de la rivière Chézine, qui la borde du côté nord-est. Le nom du cours d'eau, d'origine inconnue, a été relevé en 1945.

## Géographie
La forêt ancienne de la Rivière-Chézine est située à 50 km au nord-ouest de Québec, dans la municipalité de Saint-Gabriel-de-Valcartier. Elle a une superficie de 49 ha. La forêt est située dans une région montagneuse entrecoupés de vallées profondes aux versants escarpés. La forêt elle-même est située sur un escarpement exposé à l'est avec des pentes de moyenne à forte. Le sol, généralement du till est un sol profond et bien drainé. La forêt est bordée au nord-est par la rivière Chézine.
La forêt est située dans la zec Batiscan-Neilson.

## Flore
La forêt ancienne de la Rivière-Chézine est une forêt principalement dominée par le bouleau jaune (Betula alleghaniensis). Étant donné qu'il s'agit d'une espèce susceptible au stress hydrique, le drainage oblique a probablement favorisé sa croissance. L'âge moyen des arbres est d'environ 160 ans, mais les arbres dominants sont âgés de plus de 185 ans et un tronc de 60 cm de diamètre. Un bouleau jaune dépasse même les 300 ans et a un tronc de 92 cm de diamètre. La forêt présente aussi de nombreuses caractéristiques des forêts anciennes, comme une structure irrégulière, des débris ligneux au sol, des chicots et des arbres de diamètres imposants.
La strate arbustive se compose surtout de l'érable à épis (Acer spicatum), qui est accompagné par la viorne bois-d'orignal (Viburnum lantanoides), le sureau à grappes (Sambucus racemosa), le sapin baumier (Abies balsamea) et le gadellier lacustre (Ribes lacustre). La strate herbacée est occupée par les fougères du genre Dryopteris sp., la phégoptère du hêtre (Phegopteris connectilis), de l'oxalide de montagne (Oxalis montana) et de la ronce pubescente (Rubus pubescens).